# 薩林城 (印第安納州)
薩林城（英語：Saline City）是位於美國印第安納州克萊縣的一個非建制地區。該地的面積和人口皆未知。

## 地理
薩林城的座標為39°21′55″N 87°07′56″W / 39.36528°N 87.13222°W，而該地的平均海拔高度為174米（即571英尺）。